# Anisia obscurifrons
Anisia obscurifrons là một loài ruồi trong họ Tachinidae.